# Jonathan Berlin

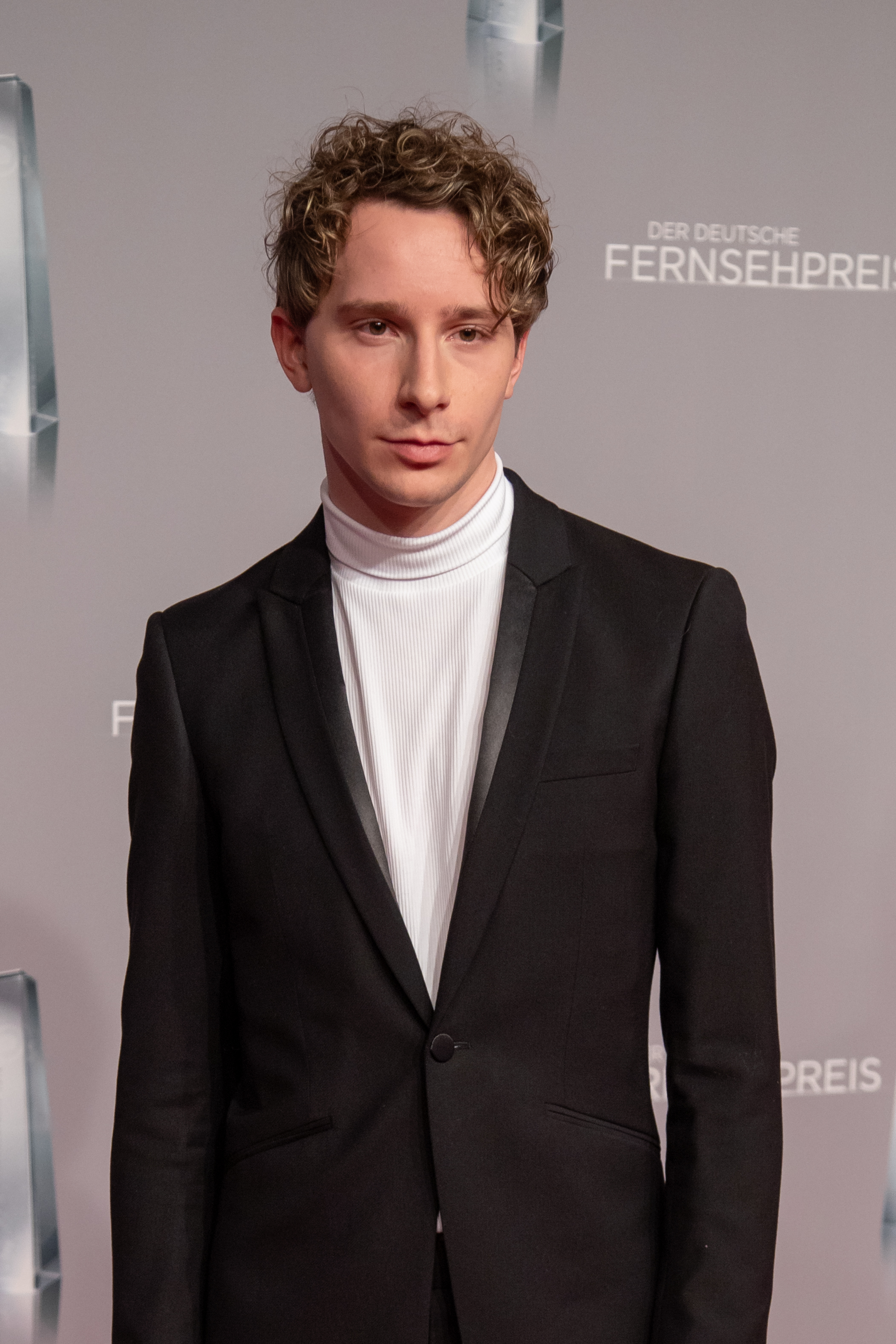
Jonathan Berlin (2019)

Jonathan Berlin (* 25. Februar 1994 in Ulm) ist ein deutscher Schauspieler.

## Leben
Jonathan Berlin wuchs als zweites von drei Kindern einer Pfarrersfamilie im schwäbischen Günzburg auf. Er wollte zunächst Marionettenspieler werden. Von 2007 bis 2012 gehörte er dem Jungen Ensemble des Theaters Ulm an. Dort spielte er u. a. Puck in Ein Sommernachtstraum (2010) und Florindo in Der Diener zweier Herren (2011). 2012 übernahm er die Rolle des Hagen in der Operette Die lustigen Nibelungen. 2011 wirkte er am Theater Ulm in der „martialisch-drohenden Figur“ des Amok in dem Theaterstück Good Morning, Boys and Girls von Juli Zeh mit.
Berlin absolvierte von September 2012 bis November 2015 seine Schauspielausbildung an der Otto-Falckenberg-Schule in München.
In der Spielzeit 2013/14 trat er an den Münchner Kammerspielen als Johannes in Folge 2 (Etienne) der vierteiligen Theaterserie Schnapsbudenbestien – Der Fall einer Familie  nach Motiven von Émile Zola auf. Ab Januar 2015 spielte er an den Münchner Kammerspielen in der Jahrgangsinszenierung des 3. Studienjahres der Otto-Falckenberg-Schule mit dem Titel Glow! Box BRD. 2015 spielte er an den Münchner Kammerspielen die Hauptrolle des Ernö in Rebellen von Sándor Márai (Regie: Swen Lasse Awe). Ab November 2015 spielte er in der Spielzeit 2015/16 an den Münchner Kammerspielen in Vorsprechen (Konzept und Regie: Boris Nikitin).
2015 erhielt er für seine Mitwirkung in „Glow! Box BRD“ den Ensemblepreis beim Theatertreffen deutschsprachiger Schauspielstudierender in Bochum.
Erste Fernsehrollen hatte Berlin in den Kinder- und Jugendserien Ein Fall für B.A.R.Z. (2007) und Krimi.de (2010; als Schüler Philipp in der Folge Netzangriff). In dem Kinofilm Und morgen Mittag bin ich tot (2012) verkörperte Berlin den an Mukoviszidose erkrankten Benji, den Bruder der todkranken, von Liv Lisa Fries gespielten weiblichen Hauptfigur Lea. In der ZDF-Krimireihe Kommissarin Lucas hatte Berlin 2014 in der Folge Kettenreaktion eine Nebenrolle als Student Gregor.
In dem ZDF-Dreiteiler Tannbach – Schicksal eines Dorfes (Erstausstrahlung: Januar 2015) verkörperte er Walter Imhoff, den Sohn der Gastwirtin Cilly Imhoff (Inga Busch), der als Jugendlicher bei der Hitlerjugend ein glühender Nationalsozialist ist und dann, nach der Teilung des Dorfes Tannbach, als Grenzsoldat Dienst tut; seine Rolle als Grenzpolizist, der eine heimliche homosexuelle Beziehung führt, spielte Berlin auch in der Fortsetzung, die im Januar 2018 ausgestrahlt wurde. In dem Fernsehzweiteiler Die Himmelsleiter – Sehnsucht nach Morgen (Erstausstrahlung: Februar 2015) spielte er Michel Roth, den Sohn der im Mittelpunkt des Films stehenden Kölner Trümmerfrau Anna Roth (Christiane Paul), die versucht, in der Nachkriegszeit ihre Familie durchzubringen. Außerdem stand er in einer Hauptrolle für die Web-Serie Raseiniai vor der Kamera (Regie: Teresa Hoerl). Die Serie wurde von der Band Claire produziert und 2015 veröffentlicht. Zudem spielte er im Kurzfilm Terrier (Regie: Ozan Mermer), der seine Premiere 2016 auf dem Filmfestival Max Ophüls Preis hatte, eine der beiden männlichen Hauptrollen.
Es folgten im Herbst 2015 zwei Episodenrollen in den ZDF-Produktionen Der Alte (als Münchner Corpsstudent) und Notruf Hafenkante (als Auszubildender eines Hamburger Bestattungsinstituts). In der 9. Staffel der ZDF-Fernsehserie Der Bergdoktor (2016) spielte Berlin, an der Seite von Fanny Krausz, den jungen, an Knochenkrebs erkrankten Philosophie-Studenten David Richter. In der ZDF-Fernsehserie SOKO München (2016) hatte er eine weitere Episodenhauptrolle als ein an Serienmorden interessierter Jura-Student und Freund des weiblichen Mordopfers.
In dem Märchenfilm Prinz Himmelblau und Fee Lupine (Erstausstrahlung: Dezember 2016) verkörperte er die männliche Hauptrolle, den jungen Prinz Himmelblau, der sich seine Braut selbst aussuchen will. In der ZDF-Krimireihe Helen Dorn spielte er in dem Krimi Gnadenlos (Erstausstrahlung: Januar 2017) den drogenabhängigen Stricher Tristan, der eine Sex-Beziehung mit einem verheirateten Strafrichter (Heino Ferch) hat, und davon träumt, mit seinem Freund, einem geflohenen Intensivstraftäter (Sebastian Urzendowsky), in den USA ein neues Leben zu beginnen.
In dem Coming-of-Age-Film Die Freibadclique (2017) übernahm Berlin an der Seite von Theo Trebs eine der Hauptrollen; er verkörperte als „Onkel“ einen der beiden zentralen Charaktere aus einer Clique von 16-jährigen Jungs aus Schwäbisch Hall, die trotz der Kriegspropaganda und dem vom „Führer“ verordneten Heldentum ihren Traum von Swingmusik, Sex und Freiheit leben wollen. Im April 2018 bekam er für diese Darstellung mit dem new faces award den wichtigsten Preis für Nachwuchsschauspieler in Deutschland verliehen, im September 2018 wurde er dafür mit dem Deutschen Schauspielpreis in der Kategorie Nachwuchs ausgezeichnet. In dem im Winter des Jahres 1946 im Schwarzwald spielenden Filmdrama Schneeblind (2017), dem Regiedebüt des Regisseurs Arto Sebastian, verkörperte Berlin den 16-jährigen blinden Peter, der gemeinsam mit seinem Vater, einem ehemaligen SS-Offizier, auf der Flucht vor den Alliierten über die Grenze in die Schweiz will.
2018 spielte Berlin im ARD-Fernsehfilm Kruso neben Albrecht Schuch als Kruso die Hauptrolle des Edgar Bendler, der nach dem Unfalltod seiner Freundin den Sommer 1989 auf der Insel Hiddensee verbringt. In dem Fernsehfilm Nachts baden (2019) spielte er eine der Hauptrollen, den jungen Wirtschaftsinformatik-Studenten Kasimir, der sich eine Beziehung mit seiner Kommilitonin wünscht, sich aber gleichzeitig zu deren Mutter, der Rockmusikerin Pola (Maria Furtwängler), hingezogen fühlt. In der dreiteiligen ZDF-Miniserie Preis der Freiheit (2019) spielte Berlin eine der Hauptrollen: Markus Welsch, einen Mitarbeiter des Bereichs Kommerzielle Koordinierung der DDR, der gleichzeitig auch als Off-Erzähler des Films fungiert. In dem TV-Drama Martha und Tommy, eine „bildstarke Geschichte über eine generationsübergreifende Freundschaft“, das im Februar 2021 auf Das Erste erstausgestrahlt wurde, verkörperte Berlin an der Seite von Senta Berger den verschlossen wirkenden Jurastudenten Tommy Skagen, der mit illegalen Mixed-Martial-Arts-Kämpfen in den Hamburger Docks unterhalb von St. Pauli den Lebensunterhalt für sich und seinen jüngeren achtjährigen Bruder verdient.
Berlin lebt mittlerweile in Berlin. Im Februar 2021 outete sich Berlin im Rahmen der Initiative #ActOut mit 184 anderen lesbischen, schwulen, bisexuellen, queeren, nicht-binären und trans Schauspielern.
Im Oktober 2024 wurde Berlin Mitglied der Deutschen Filmakademie.

## Politisches Engagement
Anfang Januar 2023 initiierte er zusammen mit Luisa-Céline Gaffron eine Petition, die sich mit den Klimademonstranten in Lützerath solidarisiert. Dieser schlossen sich rund 200 prominente Erstunterzeichner an.

## Filmografie (Auswahl)
- 2007: Ein Fall für B.A.R.Z. (Fernsehserie)
- 2010: Krimi.de (Folge: Netzangriff; Fernsehserie)
- 2012: Jean (Kurzfilm)
- 2012: Und morgen Mittag bin ich tot (Kinofilm)
- 2014: Kommissarin Lucas – Kettenreaktion (Fernsehreihe)
- 2014: Zwischen den Zeiten (Fernsehfilm)
- 2014: Mund zu Mund (Kurzfilm)
- 2014: Leiber (Kurzfilm)
- 2015: Tannbach – Schicksal eines Dorfes (Fernsehdreiteiler)
- 2015: Die Himmelsleiter – Sehnsucht nach Morgen (Fernsehzweiteiler)
- 2015: Der Alte (Folge: Vaterliebe; Fernsehserie)
- 2015: Notruf Hafenkante (Folge: Ruhe sanft; Fernsehserie)
- 2015: Raseiniai (Web-Serie)
- 2016: Der Bergdoktor (Fernsehserie; Folge: Die Zeit, die bleibt)
- 2016: Terrier (Kurzfilm)
- 2016: SOKO München (Folge: Zombie; Fernsehserie)
- 2016: Prinz Himmelblau und Fee Lupine (Fernsehfilm)
- 2017: Helen Dorn: Gnadenlos (Fernsehreihe)
- 2017: Die Freibadclique (Kinofilm)
- 2017: Schneeblind
- 2017: Keine zweite Chance (Fernsehzweiteiler)
- 2018: Tannbach – Schicksal eines Dorfes (Fernsehdreiteiler)
- 2018: Feierabendbier (Kinofilm)
- 2018: Kruso (Fernsehfilm)
- 2018: Schwimmen (Fernsehfilm)
- 2018: So viel Zeit
- 2019: Nachts baden (Fernsehfilm)
- 2019: Criminal (Fernsehserie)
- 2019: Preis der Freiheit (Fernsehfilm)
- 2020: Jung Fragil (Kurzfilm)
- 2020: Martha und Tommy (Fernsehfilm)
- 2021: Das Weiße Haus am Rhein (Fernsehzweiteiler)
- 2022: Der Passfälscher (Kinofilm)
- 2023: Sprich mit mir (Kinofilm)
- 2023: Black Box (Kinofilm)
- 2023: Unwanted (Fernsehserie)
- 2023: Die Saat – Tödliche Macht (Miniserie)
- 2024: Tatort: Borowski und das ewige Meer (Fernsehreihe)
- 2024: Deadlines (Fernsehserie)
- 2025: Tatort: Solange du atmest (Fernsehreihe)
- 2025: Die Nichte des Polizisten (Fernsehfilm)

## Filmografie als Regisseur
- 2022: August (Kurzfilm, Regie und Drehbuch)
- 2024: The Light That Painted You (Kurzfilm, Regie und Drehbuch)